# 大寨展览馆旧址
大寨展览馆旧址，位于中华人民共和国山西省晋中市昔阳县县城新建南路，已列为山西省文物保护单位。

## 保护
2021年8月4日，大寨展览馆旧址由山西省人民政府公布为第六批山西省文物保护单位，编号6-295。